# Lucie Polišenská
Lucie Polišenská (* 17. května 1986 Šumperk) je česká divadelní, televizní a filmová herečka. 

## Životopis
Narodila se v Šumperku, později se rodina přestěhovala do Rapotína. Původně měla být zdravotní sestrou, ale začala účinkovat v šumperském divadle, kde spolupracovala mimo jiné s Davidem Drábkem. Zkusila přijímací zkoušky na pražskou DAMU, kam byla přijata a rozhodla se tedy pro hereckou kariéru. Po absolvování na DAMU v roce 2008 působila v Divadle na Vinohradech.
Za roli Marty Dekasové ve hře Noční motýl, uváděné v Městském divadle Kladno, získala širší nominaci na cenu Thálie. Po angažmá v Divadle na Vinohradech přešla v roce 2015 do Národního divadla. V roce 2016 ztvárnila Helenu v Shakespearově Snu čarovné noci v režii Daniela Špinara.
Mezi herečkami své generace se vyznačuje nadváhou, což považuje za svou konkurenční výhodu.

## Filmografie
| Rok       | Název                   | Role                   | Poznámky           |
| --------- | ----------------------- | ---------------------- | ------------------ |
| 2007      | Svatba na bitevním poli | dcera Marie            |                    |
| 2010      | Bludičky                | Magda                  | televizní film     |
| 2011      | Čapkovy kapsy           | Julie Tauferová        | televizní seriál   |
| 2012      | Případ pro rybáře       | prodavačka obuvi       | televizní film     |
| 2013      | Doktoři z Počátků       | Lina                   | televizní seriál   |
| 2013      | České století           | Marta Čepičková        | televizní seriál   |
| 2014      | Nevinné lži             | Marie                  | televizní cyklus   |
| 2015      | Kobry a užovky          | Kača                   |                    |
| 2015      | Autobazar Monte Karlo   | Bublina                | internetový seriál |
| 2016      | Ohnivý kuře             | Veruna                 | televizní seriál   |
| 2016      | Jak se zbavit nevěsty   | zdravotní sestra       |                    |
| 2016      | Instalatér z Tuchlovic  | servírka Gábina        |                    |
| 2018      | Krejzovi                | Cinda Krejzová         | televizní seriál   |
| 2018      | Po čem muži touží       | Matylda                |                    |
| 2020      | Zakleté pírko           | Boubelína              |                    |
| 2020–2022 | Slunečná                | Julie Kabátová-Vacková | televizní seriál   |
| 2021      | Deníček moderního fotra | Nikola                 |                    |
| 2022      | Zoo                     | Eliška Krásná          | televizní seriál   |
| 2022      | Betlémské světlo        |                        |                    |
| 2022      | Hádkovi                 |                        |                    |

## Divadelní role, výběr
- 2007 Oscar Wilde: Ideální manžel, hraběnka z Basildonu (v alternaci s Josefínou Voverkovou), Divadlo na Vinohradech, režie Jana Kališová
- 2013 Milan Šotek: Plejtvák, Magdalena či Dobromila (v alternaci s Klárou Klepáčkovou), Cabaret Calembour, režie Milan Šotek
- 2013 Pavel Kohout: Hašler..., rekvizitářka, Divadlo na Vinohradech, režie Tomáš Töpfer
- 2014 Vojtěch Mixa, František Čáp, Václav Krška, Daniel Špinar: Noční motýl, Marta Dekasová, Městské divadlo Kladno, režie Daniel Špinar
- 2015 Mike Bartlett: Zemětřesení v Londýně, Peter a Emily, Národní divadlo – Nová scéna, režie Daniel Špinar
- 2016 Caryl Churchill: Láska a informace, Národní divadlo – Nová scéna, režie Petra Tejnorová
- 2016 William Shakespeare: Sen čarovné noci, Helena, Národní divadlo, režie Daniel Špinar
- 2022 František Hrubín: Kráska a zvíře, Málinka, Národní divadlo, režie Daniela Špinar
- 2022 William Shakespeare: Mnoho povyku pro nic, Beatricie, Stavovské divadlo, režie Daniela Špinar